# کیم یه-ریونگ
این یک نام کره‌ای است؛ نام خانوادگی کیم است.
کیم یه ریونگ (کره‌ای: 김예령؛ زادهٔ کیم یون می در ۱۷ مارس ۱۹۶۶) بازیگر اهل کره جنوبی است. او در مجموعه‌های تلویزیونی سانگ دو! بیا بریم مدرسه، افسانه خورشید و ماه و تفنگدار چوسان ایفای نقش کرده‌است.